# هارامیز
هارامیز (انگلیسی: Harramiz؛ زادهٔ ۳ اوت ۱۹۹۰) بازیکن فوتبال اهل سائوتومه و پرنسیپ است.
از باشگاه‌هایی که در آن بازی کرده‌است می‌توان به باشگاه فوتبال بنفیکا بی و باشگاه ورزشی فارنسی اشاره کرد.
وی همچنین در تیم ملی فوتبال سائوتومه و پرنسیپ بازی کرده‌است.